# La Polaca
Josefa Cotillo Martínez (Madrid, 16 de junio de 1944 - Sevilla, 2 de junio de 2010), conocida artísticamente como La Polaca, fue una bailaora, actriz y cantante española.
Fue especialmente conocida por su estilo de baile flamenco y de rumbas, con el que realizó giras nacionales e internacionales y actuó en El amor brujo (1967) de Rovira-Beleta y la posterior versión (1986) de Carlos Saura. Su carrera como actriz también incluyó películas como Las secretarias (Pedro Lazaga, 1969), Corazón solitario (Francesc Betriú, 1972) y Del amor y de la muerte (Antonio Giménez-Rico, 1977), y como cantante editó varios sencillos de rumba flamenca.

## Biografía

### Inicios y baile
Nacida en el barrio de Lavapiés de Madrid, tras abandonar sus estudios con tan sólo diez años, comienza a dedicarse al baile flamenco y va creando su propio estilo de forma autodidacta. Entre sus influencias se encontraron los bailaores Antonio Marín y La Quica. Con doce años debutó como profesional en la obra La parrilla, en el teatro Alcázar, de Madrid. A los dieciséis años se fue a América formando parte de la compañía del bailarín José Greco, en la que pronto se convirtió en una de las principales figuras. Su nombre artístico le fue dado por bailar en su repertorio una danza polaca.
A finales de los años cincuenta realiza una gira por la Unión Soviética, Europa y Estados Unidos, donde interviene en The Ed Sullivan Show y actúa ante el presidente Kennedy. De regreso a España consolida su carrera con sucesivas giras. En Madrid trabajó en la Venta Manzanilla y, en 1963, en el tablao Los Canasteros de Manolo Caracol, a donde volvería en 1979 y 1983. En 1964 actuó como una de las figuras principales del tablao Las Brujas, donde alcanzó especial popularidad por su estilo de baile flamenco y de rumbas y donde continuó actuando en 1965 y 1967.

### Cine y música
Debutó en el cine en 1965 con el filme Con el viento solano, de Mario Camus, y al año siguiente actuaría en Último encuentro de Antonio Eceiza, nominada a la Palma de Oro. A lo largo de los años setenta participa en diversos títulos dando vida a personajes apasionados y a través de los que, con frecuencia, exhibe sus facultades de baile. Entre las películas en que interviene, figuran El amor brujo (1967), de Rovira-Beleta, en la que interpretó el papel de Candelas y que fue nominada al Óscar a Mejor Película Internacional; Las secretarias (1969), de Pedro Lazaga; y Del amor y de la muerte (1977), de Antonio Giménez-Rico. A partir del cambio de década, en los ochenta, su carrera comienza a declinar aunque todavía participaría en la nueva versión de Carlos Saura de El amor brujo (1986).
En 1966 editó el EP Rumba Flamenca, y el año siguiente No Sé, que, junto a «Me Va, Me Va» (1977) serían sus temas más conocidos. En 1978 publicó un álbum de estudio homónimo, y en 1979 una compilación. Tras retirarse, se trasladó a la localidad de Tomares, donde luchó contra un cáncer de pulmón del que falleció en 2010 a los 65 años de edad.

## Filmografía

### Cine
- Con el viento solano (Mario Camus, 1966).
- Último encuentro (Antonio Eceiza, 1967).
- El amor brujo (Francisco Rovira Beleta, 1967).
- Las secretarias (Pedro Lazaga, 1968).
- Verano 70 (Pedro Lazaga, 1969).
- Españolear (Jaime Jesús Balcázar, 1969).
- Si estás muerto, ¿por qué bailas? (Pedro Mario Herrero, 1970).
- El abominable hombre de la Costa del Sol (Pedro Lazaga, 1970).
- ¡Viva la aventura! (Francis Rigaud, 1970).
- Delirios de grandeza (Gérard Oury, 1971).
- El bulevar del ron (Robert Enrico, 1971).
- Corazón solitario (Francesc Betriú, 1972).
- La boda o la vida (Rafael Romero Marchent, 1974).
- El padrino y sus ahijadas (Fernando Merino, 1974).
- Canciones de nuestra vida (Eduardo Manzanos Brochero, 1975).
- Del amor y de la muerte (Antonio Giménez Rico, 1977).
- El amor brujo (Carlos Saura, 1986).
- Ladrón de chatarra (Antonio García Molina, 1987).
- Solo o en compañía de otros (Santiago San Miguel, 1991).

### Televisión
- Percy Stuart (1972).
- Fiebre del 2 (1978).

## Discografía

### Álbum de estudio
- La Polaca (1978).

### Sencillos y EP
- Rumba Flamenca (1966).
- La Polaca canta villancicos (1966).
- No Sé (1967).
- «Guapo Jose / Zorongo» (1971).
- «Me enamoré en Puerto Rico» (1972).
- «Chiquillo moreno» (1974).
- «Me Va, Me Va / Quiéreme Mucho» (1977).

### Compilación
- Me Va, Me Va (1979).

## Premios
- Premio a la mejor actriz en el Festival de Cine de Nueva York por El amor brujo (1967).[12]
- Premio del Sindicato Nacional del Espectáculo por El amor brujo (1967).[13]